# Produzione di oggetti laminati

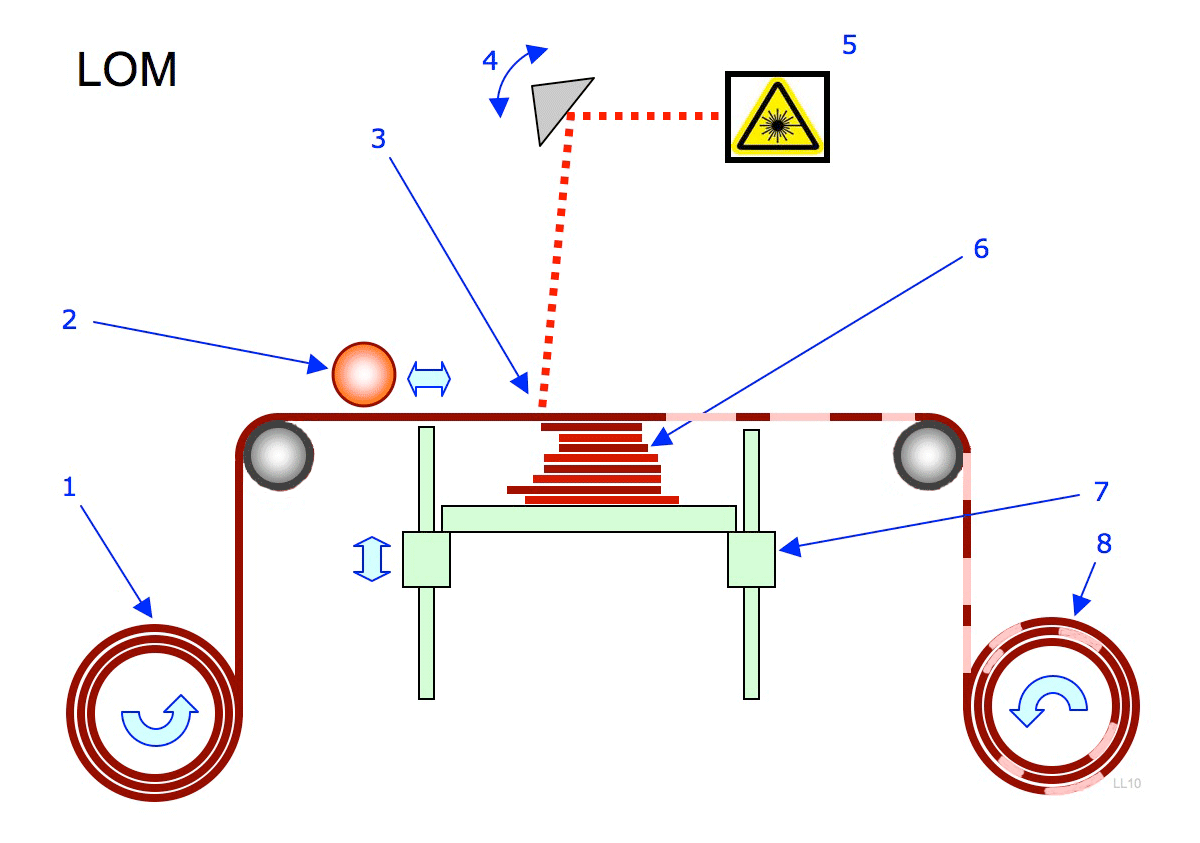
Schema di funzionamento della tecnologia LOM

La tecnologia di produzione di oggetti laminati (anche conosciuta come Laminated Object Manufacturing, o LOM) è una tipologia di Manifattura Additiva che impiega fogli di differenti materiali (principalmente carta, ma anche film metallici o polimerici) che vengono tagliati e sovrapposti e incollati per realizzare manufatti.
La tecnologia è stata creata da Helysis (poi diventata Cubic technologies, oggi chiusa) impiegando film polimerici. 
L'azienda Israeliana Solido Ldt. ha commercializzato stampanti con tecnologia LOM a partire dal 2000, chiudendo nel 2011.
Mcor technologies, azienda irlandese, ha introdotto la possibilità di stampare parti utilizzando la tecnologia LOM a colori. L'azienda, chiusa nel 2019, ha ceduto i suoi diritti intellettuali all'azienda irlandese Clean Green 3D.
È una delle tecnologie di stampa 3D riconosciute dalla normativa ASTM e ISO: ISO / ASTM52900 - 15.

## Funzionamento
Il processo di manifattura viene realizzato secondo i passi qui descritti:

1. Il foglio viene fatto aderire ad un substrato adesivo tramite un rullo riscaldato.
2. In caso di stampa a colori viene colorato il foglio mediante una testa a getto d'inchiostro.
3. Un laser o una lama taglia il perimetro di ciascuno strato.
4. Lo strato viene fatto aderire agli strati precedenti mediante l'applicazione di pressione e calore.
5. La piattaforma di stampa è abbassata per ricevere lo strato successivo.
6. Il processo è ripetuto fino alla realizzazione del modello completo.

## Post processi
Successivamente al processo di stampa è necessario rimuovere manualmente le porzioni di carta non facenti parte del modello. Successivamente è possibile applicare uno strato protettivo trasparente per proteggere la parte stampata e renderla impermeabile.

## Applicazioni
La tecnologia LOM è utilizzata come alternativa economica ad altre tecnologie di stampa 3D, in particolare, nel campo della prototipazione rapida. 
Data la possibilità di stampare parti a colori, la si può impiegare per la stampa di particolari con indicati i risultati di un'analisi FEM.